# Killing Floor 2
Killing Floor 2 is een first-person shooter ontwikkeld door Tripwire Interactive. Het spel kwam op 21 april 2015 uit op Windows via Steam Early Access. De volledige versie is 18 november 2016 uitgekomen voor SteamOS, Microsoft Windows en PlayStation 4. Het is het vervolg op Killing Floor, dat in 2009 uitkwam.
Het spel werd op 8 mei 2014 onthuld met een trailer en een interview met Bill Munk, creative director bij Tripwire Interactive, van PC Gamer.